# Oblężenie Silistry
Oblężenie Silistry – jedna z bitew wojny krymskiej, stoczona w dniach 11 maja – 23 czerwca 1854 roku i zakończona zwycięstwem osmańskim.

## Przebieg oblężenia
Oblężenie miało miejsce w czasie kampanii dunajskiej wojny krymskiej. Wiosną 1854 roku, po zimowej przerwie w walkach, Rosjanie zdecydowali się wkroczyć na terytorium osmańskie. Na wschodzie zaatakowała siłami 45 tysięcy armia gen. Ludersa, która przekroczyła granicę pomiędzy Besarabią i Dobrudżą. Na początku kwietnia siły rosyjskie znalazły się 30 km od Silistry. W tym czasie, bardziej na zachód, armia Gorczakowa przekroczyła Dunaj, by także skierować się do Silistry. Pod miastem Turcy dysponowali siłami ok. 20 tysięcy żołnierzy, którzy stanowili załogę twierdzy.

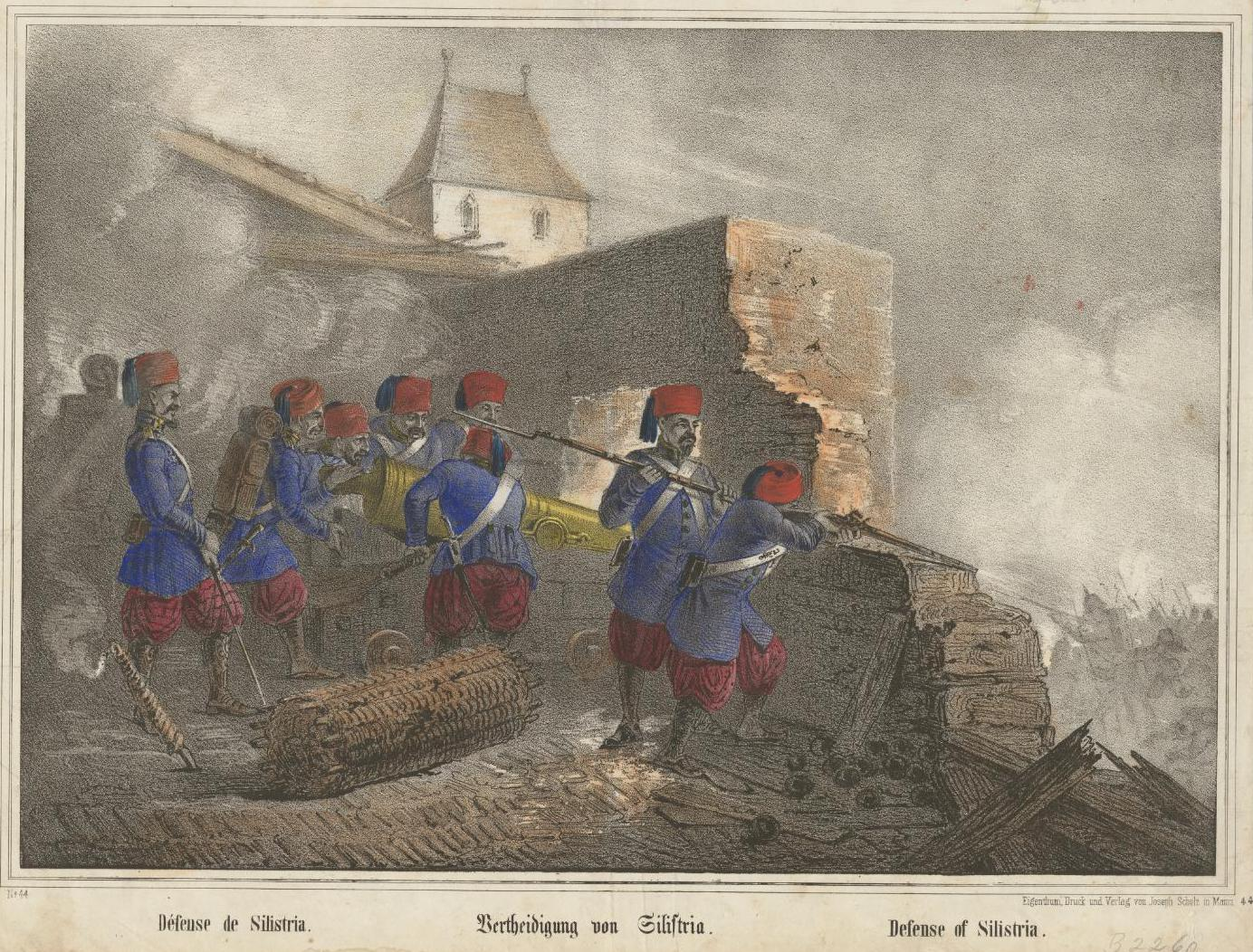
Piechota turecka w oblężonej Silistrze

Twierdza składała się wówczas z cytadeli i kilku fortów. Awangarda rosyjska dotarła pod miasto 5 kwietnia, jednak nie mieli Rosjanie dość sił, by otoczyć miasto, co umożliwiło Turkom zaopatrywanie twierdzy. 22 kwietnia pod Silistrę dotarł głównodowodzący wojsk rosyjskich marsz. Iwan Paskiewicz, który przejął dowodzenie. Dopiero 10 maja dotarły jednak posiłki gen. Ludersa i rozpoczęto ostrzał miasta. Miesiąc później Paskiewicz został ranny w czasie pojedynku artyleryjskiego, a dowodzenie przejął Gorczakow. 21 czerwca udało się opanować jeden z fortów i zdobyć pozycję wyjściową do ataku na główną cytadelę. Zaledwie dwie godziny wcześniej Paskiewicz nadesłał rozkaz do wycofania za Dunaj. Oblężenie zwinięto 24 czerwca.